# モンゴルのチャンパー侵攻

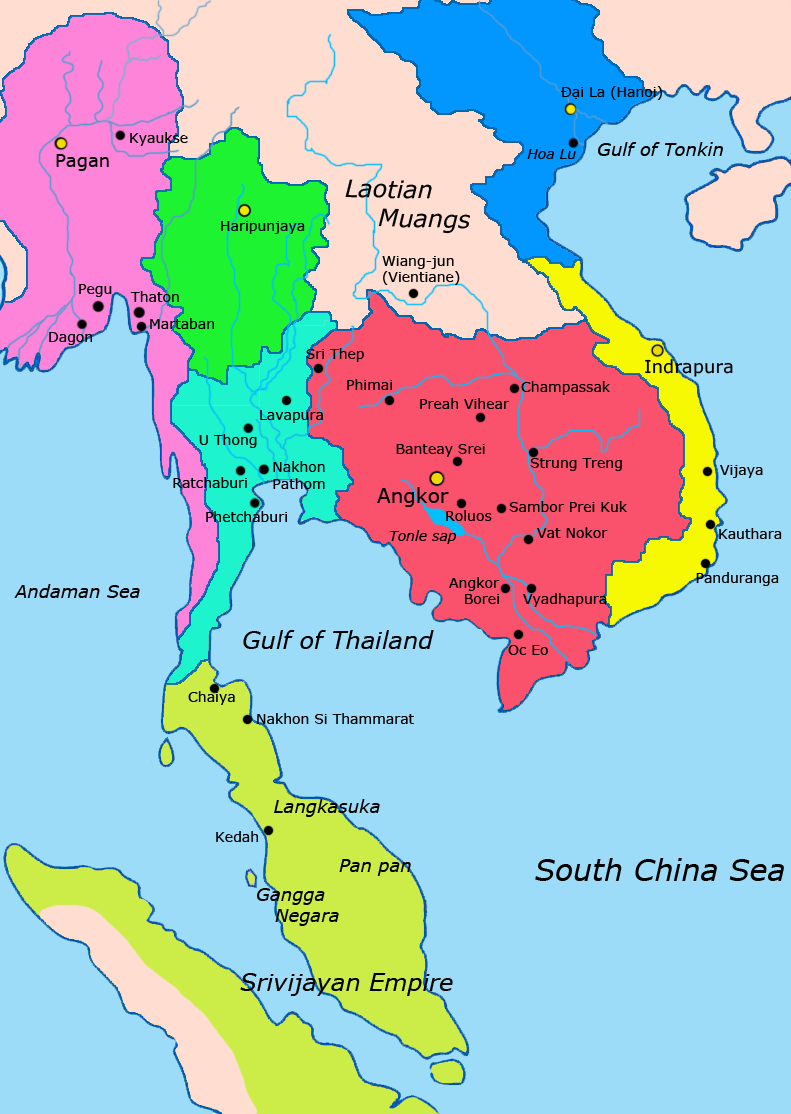
モンゴルの侵攻前夜の東南アジア諸国。チャンパ王国は図中で黄色に着色された範囲で、モンゴル軍は国都ヴイジャヤ（占城港）に海路で直接攻め込んだ。

モンゴルのチャンパー侵攻（モンゴルのチャンパーしんこう）では、1282年から1283年にかけてチャンパ王国（占城国）に侵攻したモンゴル軍が引き起こした諸戦闘について解説する。
この頃、チャンパーは中国大陸と東南アジア諸国を結ぶ海上交通の要衝となっており、モンゴル軍にとってこの遠征はチャンパーを単に制圧するだけでなく、より遠方の東南アジア諸国への出兵の前線基地（占城行省）とするという意図を持ったものであった。モンゴル軍は当初陸・海双方による侵攻を計画していたが大越国陳朝（モンゴル側からの呼称は「安南」）が協力を拒否したため、日本遠征と同様に洋上艦隊による海路からの侵攻という形でチャンパー遠征は実施された。
ソゲドゥ率いるチャンパー遠征軍は当初こそ順調に占領地を増やしたが次第に補給不足に悩み、最終的には北方の大越国方面に撤退を余儀なくされた。また、援軍として派遣されたクトゥク率いる軍団もソゲドゥ軍との合流に失敗した上、風雨によって艦隊が壊滅したことによりモンゴルのチャンパー侵攻は失敗に終わることとなった。モンゴル側ではこの後もチャンパー遠征を諦めてはいなかったが、これに続いて大越国への出兵にも失敗したことにより、再度チャンパー遠征軍が派遣されることはなくなった。

## 背景

### モンゴルによる第一次南海招諭

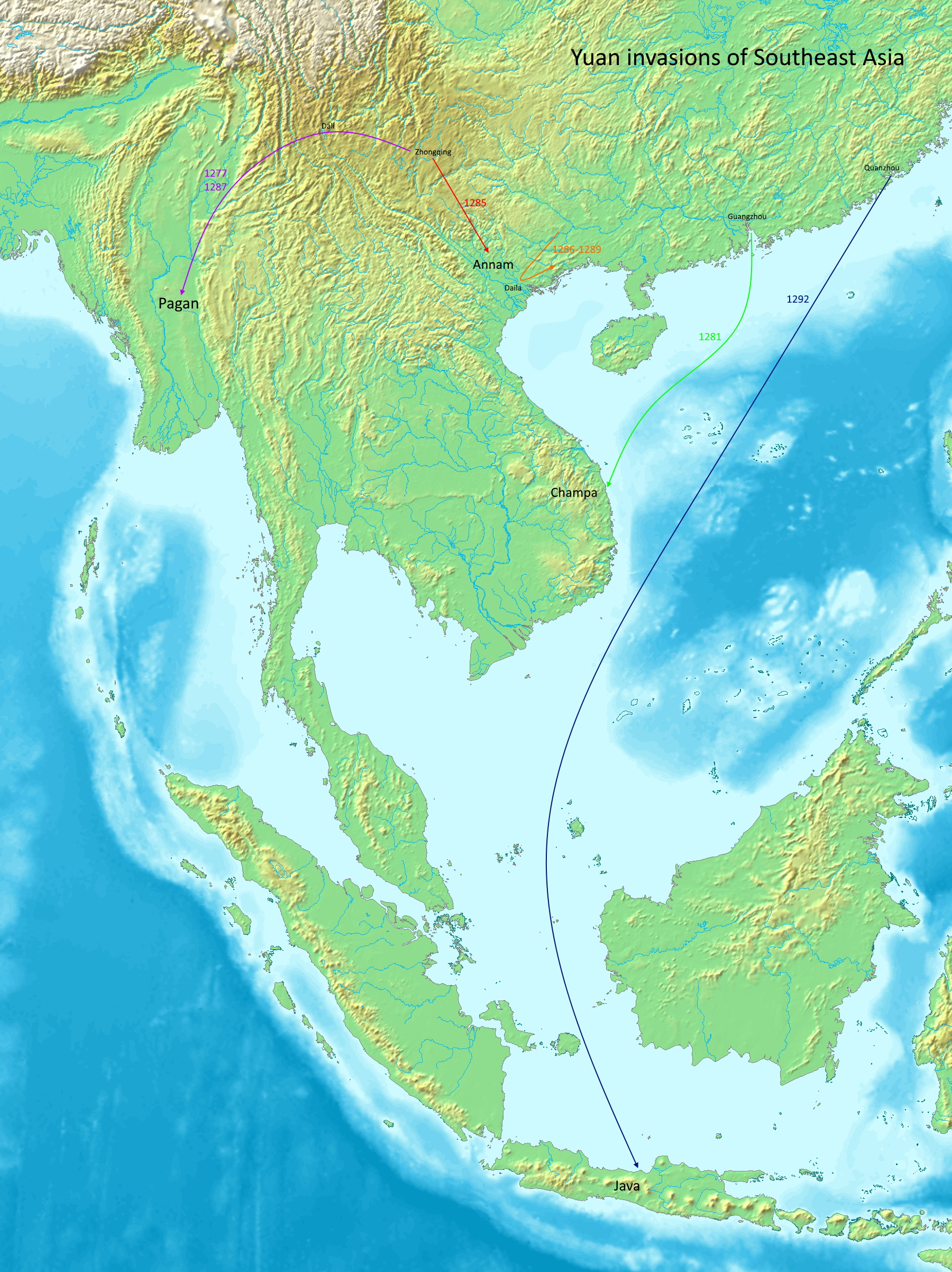
モンゴル帝国による東南アジア諸国侵攻図。チャンパー出兵は「1281」と書かれた緑色の矢印に相当する。

至元14年（1277年）、南宋国の首都臨安が陥落したことは、モンゴルの南海進出を新たな段階に進ませた。臨安陥落の同年12月には市舶司が設置され、これが南海諸国との交渉を担当するようになった。この頃、早くも広南西道宣慰使の馬成旺が兵3,000・馬300で以て占城を征服せんことを請うているが、これは実現に至っていない。
至元15年（1278年）8月30日（辛巳）には泉州に行省が設けられ、ソゲドゥ・蒲寿庚らに以下の通り全国招諭が命じられた。
これによって初めて占城国にも使者が派遣され、これを受けて至元16年（1279年）6月28日（甲辰）には占城国（チャンパー国）・馬八児国（パーンディヤ朝）から使者が到着し珍物や象・犀が献上された。しかし、クビライ・カアンにとって「来朝」とはチンギス・カンの時代以来征服国に要求してきた「国王自身がカアンの下に出頭すること（親自来朝）」であったのに対し、ソゲドゥらが主導する外交は南宋の方式を踏襲して使者のやり取りのみによって君臣関係を結ぶというものであり、同年中にソゲドゥは一時外交権限を取り上げられてしまった。モンゴル史研究者の向正樹は、チンギス・カン時代以来の外交方針（太祖皇帝の聖制）に縛られたクビライ・カアンが、それまでの中華王朝と東南アジア諸国の外交関係には見られなかった「モンゴル＝スタンダード」を強要したことに対する反発が、モンゴルと東南アジア諸国との間で起こった戦役の遠因となったと論じている。

### モンゴルによる第二次南海招諭
12月23日（丙申）、ソゲドゥが再度起用されて第二次南海招論が行われたものの、中央の枢密院・翰林院の官と議論した上で実施するよう命じられており、クビライの求める外交方針（親自来朝）が徹底されたようである。実際に、既にチャンパー国王インドラヴァルマン5世は使者を派遣して内附の意を示しているにもかかわらず、この時派遣された兵部侍郎教化的・総管孟慶元・万戸孫勝夫らには占城国主（インドラヴァルマン5世）が「親自来朝」するよう求めることが命じられていた。なお、この時派遣された使者の中で孫勝夫は蒲寿庚配下の人物で、教化的・孟慶元は中央の枢密院・翰林院から送り込まれた人物と考えられる。
至元17年（1280年）には2月・6月に占城国からの使者が到着し、貢物とともに臣下を称する「表（臣下が皇帝に奉る文書）」がクビライの下にもたらされた。これを受けて、同年11月には再び宣慰使教化・孟慶元らが派遣されて「国主の子弟あるいは大臣の入朝」を要求した。「国主自身の来朝」に比べると要求が緩和されているが、これはこの頃モンゴル朝廷で皇太子チンキムとその側近コルコスンの影響力が増大していたことが関係しているのではないかと推測されている。

### 占城出兵計画の進展

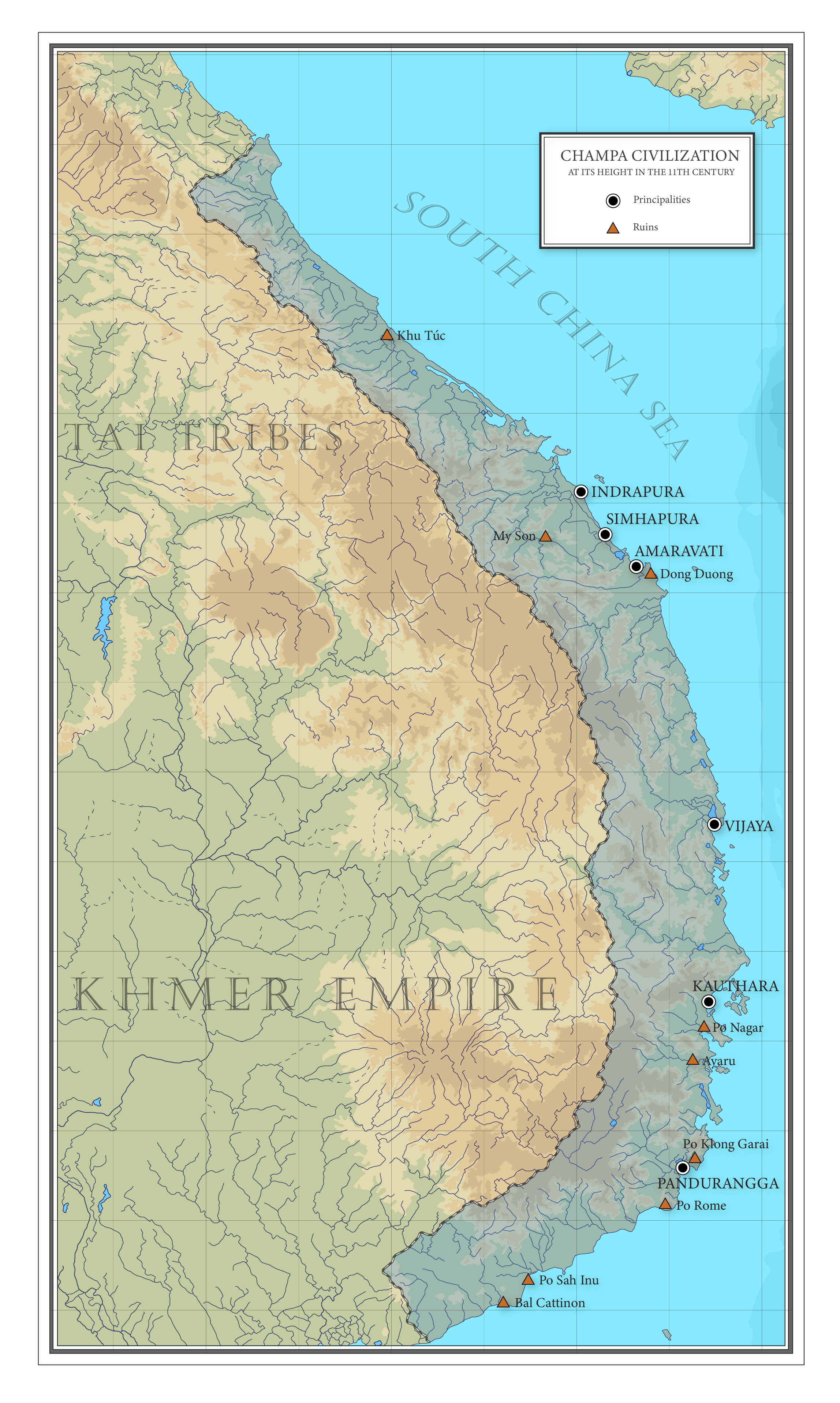
チャンパー王国の最大領域。

これまでのモンゴル・チャンパー間の交渉は使者のやりとりによる平和裏なものであったが、至元18年（1281年）に入るとモンゴル側の態度がより積極的かつ強硬なものに変わり始める。7月28日（辛酉）に初めてソゲドゥを司令官とする占城への出征計画が公表されたが、9月30日（壬辰）に占城からの使者が来航したとの記録があり、恐らくはこのチャンパーからの使者とのやりとりを経て修正された出兵計画が10月17日（己酉）に正式に命じられた。
『元史』世祖本紀や占城伝によると至元18年10月にインドラヴァルマン5世を「占城郡王」に封じるとともに新たに「占城行省」を設立し、これにあわせてソゲドゥ・劉深・イグミシュらがそれぞれ占城行省の右丞・左丞・参知政事に任命され、明年正月を期して「海外諸番を征すること」が命じられたたという。そして同月18日には「海船100艘｣ ｢新旧軍および水手合わせて万人」を編成して翌年正月に「海外諸番」を征すること、占城王には遠征軍に糧食を供給することが命じられた。この出兵において、占城が従わなければ無論討伐対象とされたであろうが、遠征本来の目的はあくまで「海外諸番」すなわちより遠方の東南アジア諸国の征服にあったようである。「占城行省」の設置も、南海航路の要衝たる占城を南海遠征の根拠地とすることで、南海諸国の統御の拠点とする意図があったと考えられる。この出兵計画に基づき、同年11月には孟慶元・孫勝夫らを広州宣慰使に任じて出征軍の準備を命じるとともに、安南国王に対しても占城行省軍に食糧を補給するよう要求している。
ところが、このような事前準備にもかかわらず、結局至元19年（1282年）正月に占城出兵は行われなかった。占城出兵計画が延期された理由は史料上に明記されないが、至元19年6月に「占城は既に服属するもまた叛した」という記録があることが関係しているのではないかとも考えられている。
しかしこれによってモンゴル軍のチャンパー遠征計画が頓挫したわけでなく、至元19年6月10日（戊戌）に当初の計画より半年遅れで占城への軍事出兵が改めて宣言された。『元史』占城伝によると、クビライは「占城国主は使を遣わして来朝し臣と称して内属しているが、その子のプティ（補的,恐らくインドラヴァルマン5世の王子ハリジット＝後のジャヤ・シンハヴァルマン3世を指す）が服従せず、暹国（シャム）に派遣した万戸何子志・千戸皇甫傑らや馬八児国に派遣した宣慰使尤永賢・亞闌らが占城に寄航した時に拘留した」ことを理由に出兵したとされる。『元史』世祖本紀によるとこの遠征のために淮・浙・福建・湖広各行省から徴発された軍兵5,000・海船（大海の航行に適するより大きな船）100艘・戦船（比較的小型で行動の敏捷な戦闘用）250艘が準備されてソゲドゥが司令官に任じられ、また11月には「天下の重囚」を軍兵にあてることが決められた。また、『安南志略』巻4至元壬午、『大越史記全書』紹宝4年8月などが伝える所によると、クビライは同年8月に占城出兵に際して安南に兵糧を供給することと、進軍のために国内を通過することを要求したが、安南側はこれを拒否したという。この記述から、モンゴル側は本来海陸双方から占城に侵攻する予定であったとみられるが、安南の反抗によって海路からのみ攻めざるをえず、これがモンゴル軍の苦戦につながることとなった。

## 戦闘

### 占城港の戦い

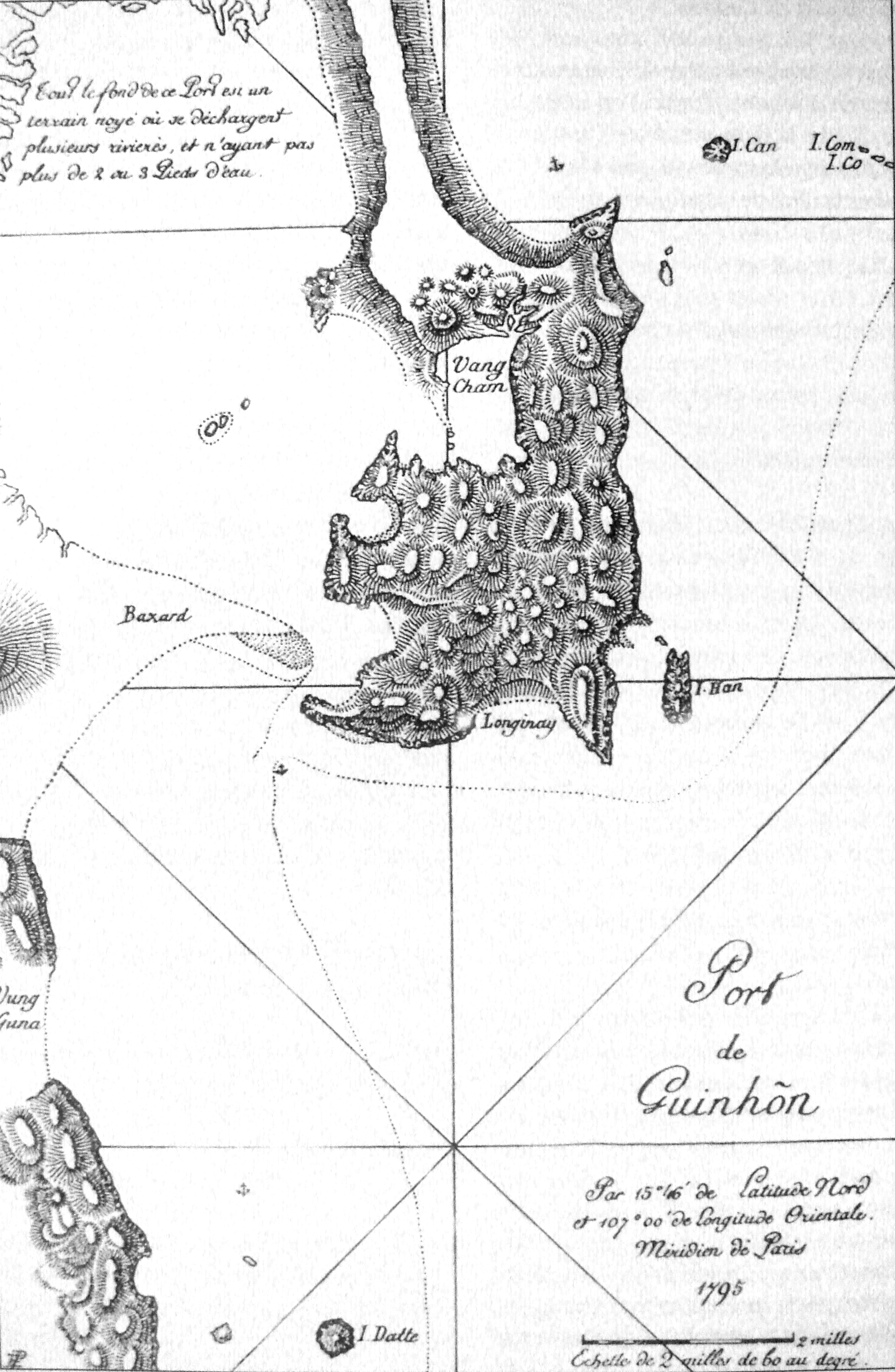
1795年に描かれたクイニョン港。「北に向かって海が湾入しており、東南は山（半島）で遮られる」という『元史』占城伝の記事とよく合致する。

『元史』占城伝によると、広州港より出発したモンゴル軍は至元19年11月に「占城港（現在のクイニョン港：Quy Nhơn/帰仁を指す）」に至った。｢占城港」は北に向かって海が湾入しており、周辺に5つの小港があって「大州」に至り、東南は山（半島を指す）で遮られ、西方に「木城」という要塞があって占城国の拠点とされていたという。「木城」は四方約20里の要塞で、この時占城軍は木柵を立てた上で「回回砲」を100余り備えてモンゴル軍を待ち構え、更にその西方に国主インドラヴァルマン5世自らが軍を率いて駐屯していた。ソゲドゥは都鎮撫李天祐・総把賈甫らを派遣して改めてインドラヴァルマン5世の投降を促し、七たびに渡って使者のやり取りが行われたが、結局交渉は決裂した。
12月に入ると、モンゴル軍のもとに滞在していた真臘（現カンボジア）国使のスレイマン（速魯蛮）が自ら使者となることを申し出、李天祐らとともに木城の西方の行宮にいたインドラヴァルマン5世の下を訪れた。しかしインドラヴァルマン5世は「（我が国は）すでに木城は修復し、甲兵を備えている。期日をあわせて戦おうではないか」と強気の返答を返したという。
年が明けて至元20年（1283年）に入ると、ソゲドゥはこれ以上の交渉は無駄と見て1月15日夜半より木城への総攻撃を開始した。モンゴル軍は全軍を3部隊に分け、瓊州安撫使の陳仲達・総管の劉金・総把の栗全らは兵1,600を率いて水路を経て北面から、総把の張斌・百戸の趙達らは300名を率いて東面の沙觜から、ソゲドゥ率いる3,000の本隊は南面からそれぞれ迫り、夜が明けた16日早朝に接岸したが、風濤のため17,8人がこの時亡くなったという。モンゴル軍の接近を知った木城側は南門から戦象部隊数十を含む1万人あまりが出陣し、モンゴル軍にあわせて3部隊に分かれて迎え撃った。激戦が早朝から正午にわたって繰り広げられたが、遂に占城軍が敗走してモンゴル軍が木城を占領するに至った。敗走した占城軍を追撃して城の東北方面でも再度戦闘が行われ、ここでも大敗した占城軍は数千二人が殺されるか溺死したという。敗戦を知った国主は撤退を決めたが、同時に倉廩などを焼いた上で臣下とともに山中に入り、モンゴル軍に対して焦土戦術をしかけた。また、先にチャンパー国に拘留されてモンゴル軍の出兵理由にも挙げられた尤永賢・亞闌らはこの時処刑されたと伝えられている。
なお、『元史』ソゲドゥ伝に「ソゲドゥは戦船1,000艘を率いて広州を出て海路より占城を伐たんとし、占城もこれを迎え撃った。占城の兵は20万と号していたが、ソゲドゥは死士を率いてこれを撃ち、占城側の戦死者・溺死者は5万人あまりを数えた｣ とあるのは、やや誇張されているがこの占城港の戦いを指すとみられる。

### 大州での投降交渉

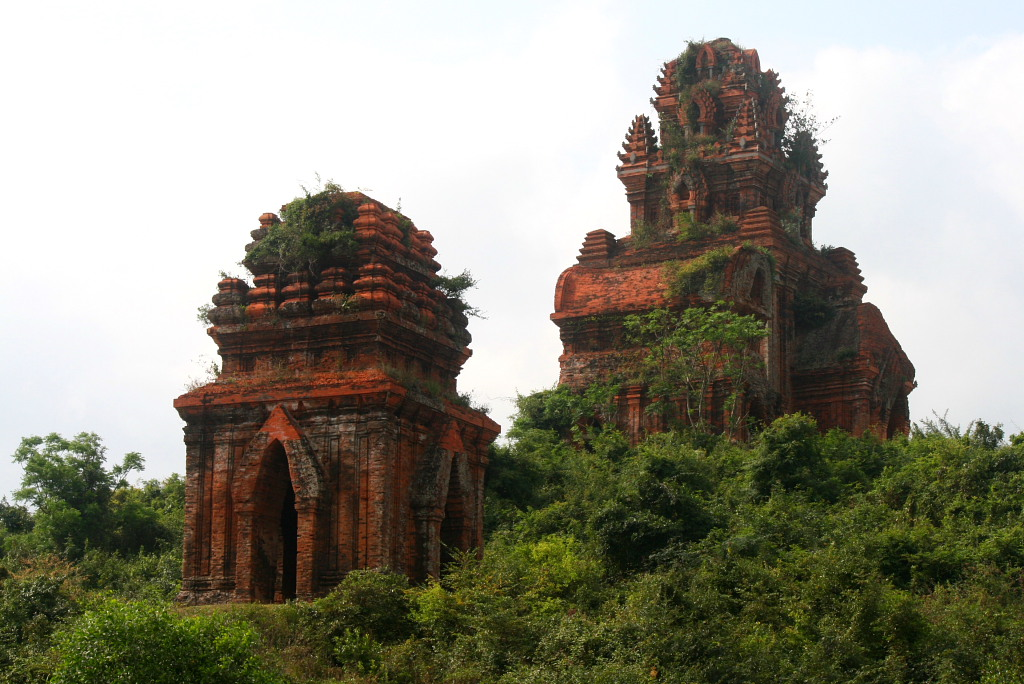
国都ヴィジャヤの遺跡。

1月16日に占城港（クイニョン港）を制圧したモンゴル軍は、1月17日より「大州（首都ヴィジャヤを指す）」の包囲を始め、1月21日にはこれを占領した。この間、山中に逃れていた国主インドラヴァルマン5世は1月19日に使者を派遣してモンゴル軍に投降の意を示しており、1月20日には使者を迎え入れたモンゴル軍はチャンパーの投降を受け容れ、これ以後両国の間では戦闘ではなく使者を介した交渉が行われることとなる。大州が陥落した1月21日には、再びチャンパー側からの使者がモンゴル軍の下に到着して「国主と太子は後程来られます」と説明したため、これを受けてモンゴル軍は大州の城外で国主の来降を待った。1月23日、国主は舅の宝脱禿花ら30人余りを派遣して雜布200匹・大銀3錠・小銀57錠・碎銀1甕などを進貢し、また「国主は自ら来ることを望んでいますが、病のため動くことができず、我らを派遣して誠意を示しました。太子のプティは3日後に来られる予定です」と国主自らが訪れないことを弁明した。もっとも、後に明らかになるようにチャンパーの側では本気でモンゴルに降るつもりはなく、『元史』占城伝はこのような占城側の態度を「降伏を偽って罪を免れようとした（許其降免罪）」と表現している。
その後、宝脱禿花は国主の第4子利世麻八都八徳剌・第5子世利印徳剌と来見し、「チャンパー軍はかつて10万の兵でもってモンゴル軍と戦ったが、今や皆敗れて潰走してしまいました。敗戦の兵に事情を聴くと、国主長子のプティは傷を負って既に亡くなり、国主は頬に矢傷を負って愧懼し表に出ないといいます。そのため、先に2人の太子を派遣して国主の代理とします」と述べた。そこで2人の太子はモンゴル軍の下を訪れたが、軍の高官は2人が偽の太子であると疑って追い返した。また、モンゴル側は国主が病であることも疑って千戸の林子全・総把の栗全・李徳堅らを派遣したが、山中に入った所でインドラヴァルマン5世の配下によって追い返されてしまった。そこで、宝脱禿花は自らが間に立って国主の投降に尽力すると約束したが、これは後の行動からみて計画的欺瞞であったとみられる。また、同日中にモンゴルからの使者で、占城王に拘留されていた何子志・皇甫傑ら100人余りが殺されたという。彼らはモンゴル軍との交渉の際に人質とするために生け捕りにされていたが、ここに至って殺害されたものとみられる。

### チャンパー軍の逆襲

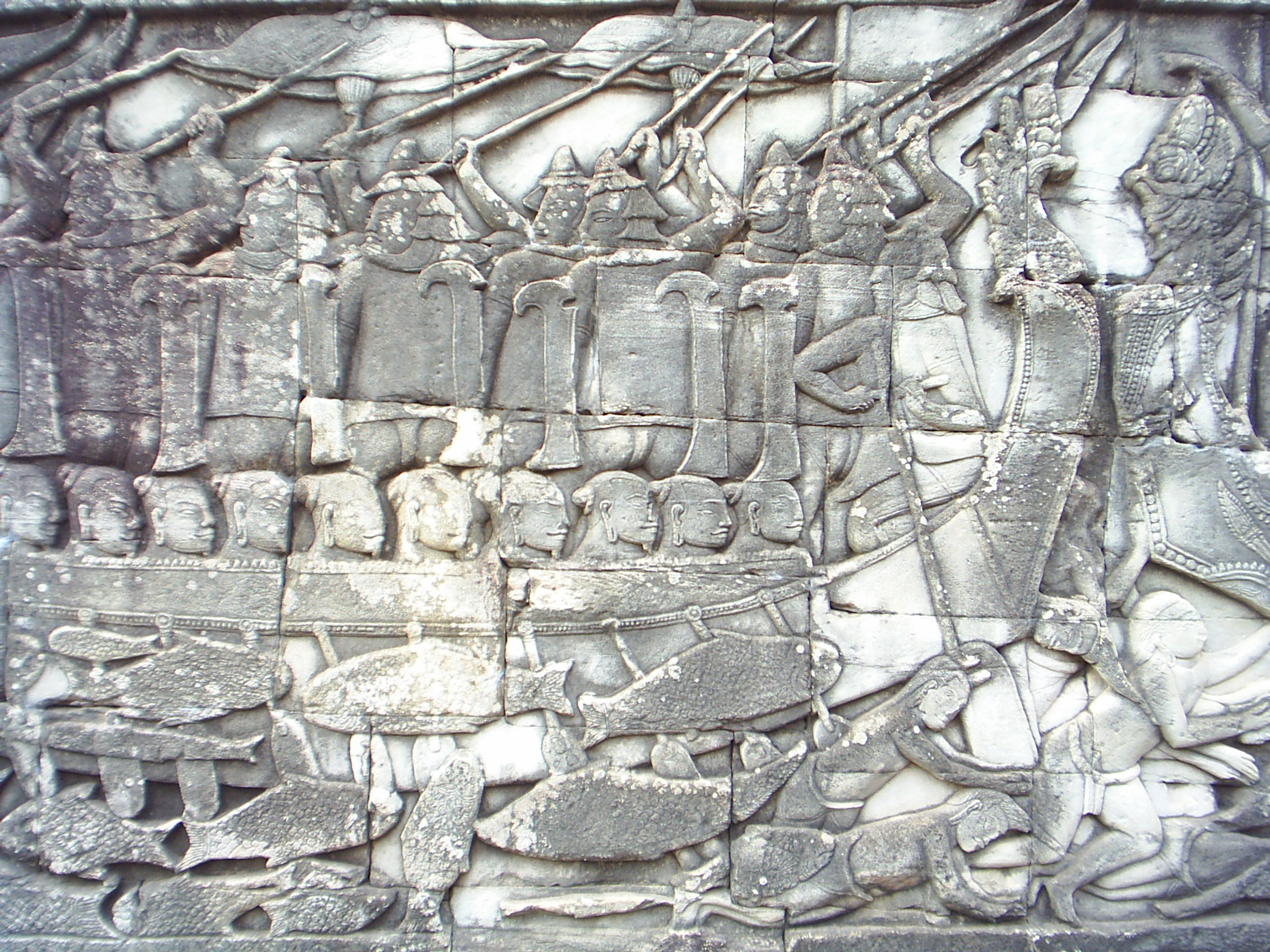
チャム人の戦士を描いたレリーフ。

2月8日、宝脱禿花が再びモンゴル軍の下を訪れて「チャンパーの国主位は我が祖父・伯父らが代々受け継いできましたが、我が兄は簒奪によって王位を得ており、その時私の左右の大指も切られたことを実に恨みに思っております。国主・太子父子を捕らえて献上し、大元に服属することを請います」と申し出たため、モンゴル軍はこれを受け容れて衣冠を賜った。2月13日、以前より占城に居住していた唐人の曾延らが、「国主は既に大州西北の鴉候山に逃れて3,000の兵を集め、また周辺地域に援軍を仰いでいます｡ 援軍が至れば唐人は皆殺しにされてしまうと聞いたので、私も逃れてきたのです」と進言した。2月15日、遂に宝脱禿花が宰相の報孫達児及撮及大師ら5人とともに来降したが、宝脱禿花はチャンパー軍の脅威を主張する曾延を詰問して「曾延は姦細の人であり、捕縛すべきである。 国主の軍は既に潰散しており、どうして戦うことができるのか｣と批判した。また「国主に従っていない州郡が12あり、国主は使者を派遣してこれを味方につけようとしています。モンゴル軍の側でも使者を派遣してこれを招論すべきです」と進言した。ただしモンゴル軍は宝脱禿花の進言の全ては信用せず、1,000の兵を調して半山塔（平定/Bình Định省に現存するチャンパー時代の塔のいずれかに相当するとみられる）に駐屯させ、また林子全・李徳堅らに100名の軍を率いさせ、宝脱禿花とともに大州を進討させるために派遣した。
林子全らが城の西に至ると、宝脱禿花が突如モンゴル軍を裏切って北門より象に乗って山中に逃れた。モンゴル軍が諜者を捕らたところ、「国主は鴉候山にあって既に兵2万を集め、更に交趾（ヴェトナム＝陳朝）・真臘（カンボジア＝アンコール朝）・闍婆（ジャワ＝シンガサリ朝）諸国に援軍を要請している。また国内多くの兵を挑発しているが、賓多龍（チャンパー南部のパーンドゥランガ）・旧州（チャンパー北部で旧都インドラプラ方面）の軍は未だ至っていない」との事情が分かり、ここに至って始めてモンゴル軍は宝脱禿花の言動が全くの虚言であり、曾延の進言こそが正しかったことを認識した。2月16日、モンゴル軍は万戸の張顒らをインドラヴァルマン5世の潜む方面に派遣し、また2月19日には国主の拠る｢水城｣まで20里の地に至った。チャンパー軍は塹壕を掘り大木を用いてモンゴル軍の接近を拒んだものの、モンゴル兵は2,000のチャンパ一兵を破って遂に水城の城下に至った｡ところが、モンゴル軍は山林に囲まれた水城を攻めあぐねて撤退しようとしたところ、チャンパー軍の奇襲を受け、モンゴル軍は全兵が奮戦することでようやく危地を脱し本隊の下に帰還することができた。水城の攻略を困難とみたソゲドゥらは兵と糧食を集めて「木城」という拠点を築き、総管の劉金・千戸の劉涓・岳栄らにこれを守らせた。これ以後、1年後の3月6日に至るまでのソゲドゥ軍の動向について『元史』占城伝は全く記録がなく、ソゲドゥ軍は確たる戦果もなくチャンパー軍のゲリラ戦に苦しめられる1年を送ったようである。
一方、本国のクビライ・カアンの下でもソゲドゥ軍が苦戦していることは把握しており、至元20年（1283年）2月20日（乙巳）には早くもチャンパー遠征軍に糧食を届ける補給船を派遣することが決定され、また5月13日（丙寅）には漢軍7,000・新附軍8,000を徴発してソゲドゥへの援軍とするよう湖広のエリク・カヤに命じられている。5月18日（辛未）には占城港の戦いでの勝利と国主・太子プティの逃亡がクビライ・カアンに報ぜられ、これを受けて同月21日（甲戌）には日本遠征の重囚を、26日（己卯）には海南島4州の兵をそれぞれチャンパー遠征軍に充てることが決められ、また28日（辛巳）にはソゲドゥの下に弓矢・甲仗を補給することが命じられた。また、9月16日（丙寅）にはソゲドゥらの管轄する「占城行省」と援軍の編成を命じられていたエリク・カヤの管轄する「荊湖行省」の合併が命じられているが、これもチャンパー遠征軍増強策の一環であったようである。
しかし、同年10月17日（丁酉）には「チャンパーから逃れ帰った軍を罰した（誅占城逃回軍）」との記録があり、『元史』占城伝に記載のない至元20年3月以降にモンゴル軍は多くの脱走者を出すほど劣勢に陥っていたようである。同日、かねてより予定されていたチャンパーへの援軍をクトゥク（忽都忽）が率いるよう命じられたが、後に明らかになるようにこの時点で既にチャンパー遠征軍への援軍派遣は遅きに失したものであった。

### モンゴル軍の敗退

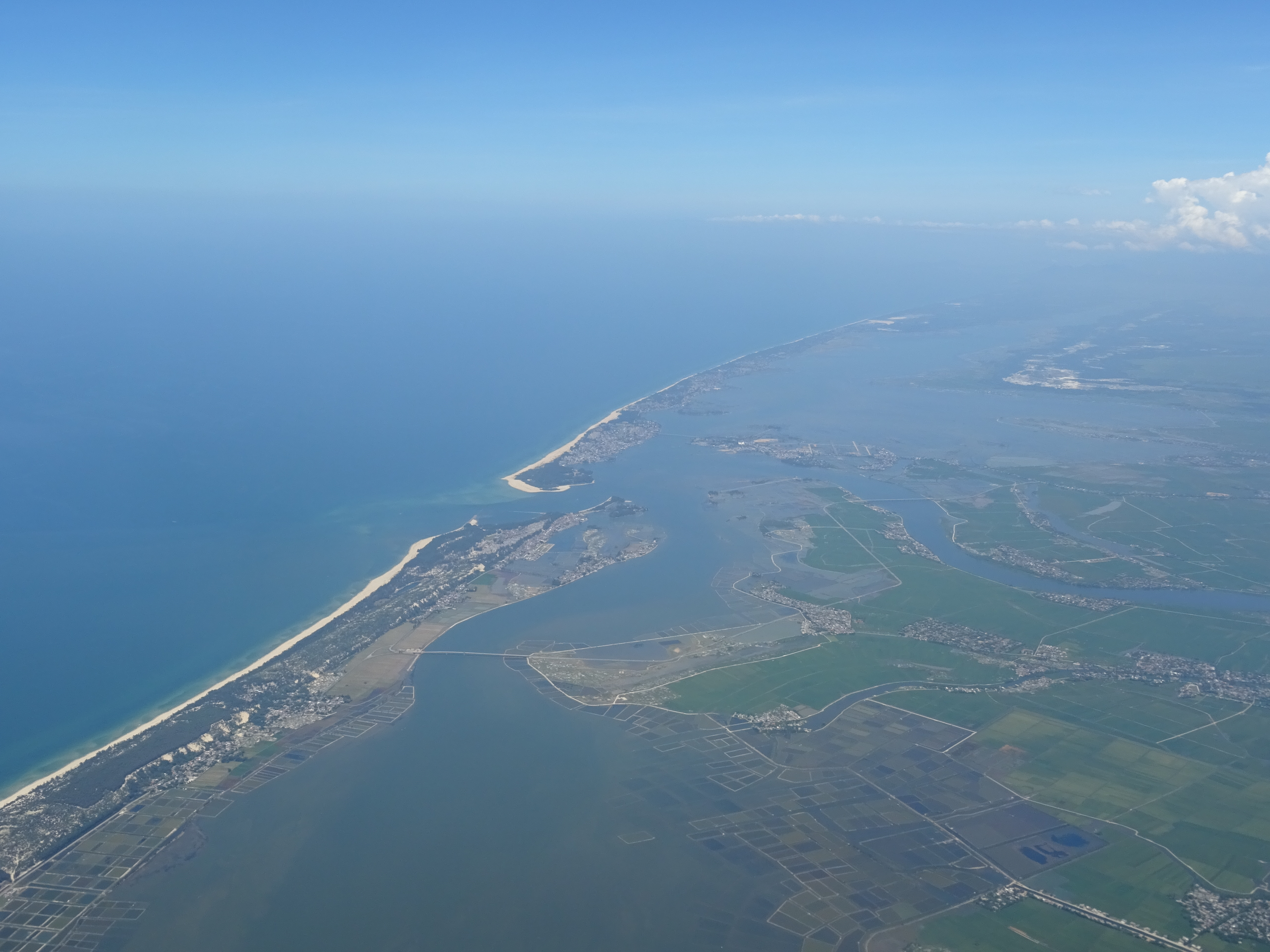
トゥアティエン＝フエ省のラグーン。「大浪湖」はこの辺りにあったと考えられる。

『元史』占城伝によると、至元21年3月6日にソゲドゥは遂に独断でチャンパーから撤退することを決意した。ソゲドゥが撤退を決意するに至った明確な理由は記録されていないが、『元史』巻166張玉伝には「至元20年に広東で盗賊が起こり、そのために占城への糧食の運搬が途絶えた」とあることから、補給路途絶による食糧不足が起こったためではないかと考えられている。しかし、上述したようにモンゴル朝廷側では戦況を知らずにクトゥク率いる軍団を援軍として派遣しており、両軍は完全に入れ違いとなってしまった。この遠征軍は至元21年2月28日にアタカイに命じて兵1万5千と船200艘の調達が命じられており、船が足りなかったために広西省でも準備が命じられた上で編成されたものであった。
3月15日、クトゥク軍は占城国の舒眉蓮港（クイニョン付近とみられる）に到着したものの、既にソゲドゥ軍は撤退しておらず、営舎が焼かれているのを見て初めてソゲドゥ軍が既に撤退したことを知った。クトゥクは万戸の劉君慶を派遣して新州（国都ヴィジャヤ）を占領し、そこでチャム人（占蛮）捕虜を得たことでようやくソゲドゥ軍が既に遠く去ってしまったことを把握した。そこでやむなくクトゥクは単独で占城国主を招論しようと試み、3月20日に百戸の陳奎を使者としてインドラヴァルマン5世の下に派遣した。3月27日、インドラヴァルマン5世は王通事を派遣して納降を申し出、これを受けてクトゥクはこれまでモンゴルが何度も要求してきたように国王父子自らが来朝すること求めた。そこでインドラヴァルマン5世は文労卭大巴南らを派遣してソゲドゥの侵攻によって国が荒廃し献上するものがないこと、そのため翌年に礼物を準備して嫡子を来朝させるつもりであると回答した。
一方、『元史』ソゲドゥ伝によると、クイニョンから北上したソゲドゥは大浪湖（恐らく承天/Thừa Thiên地方の湖沼のいずれかを指す）で再び占城軍に勝利した後、安南国境に近い「烏里・越里（現在の広治/Quảng Trị省中部以南から承天/Thừa Thiên省を経て広南/Quảng Nam省北部に至る一帯。）」を平定し糧食を確保することに成功していた。一方、『元史』世祖本紀の4月22日（庚子）条には湖広行省のエリク・カヤらが「占城から散り散りに逃れてきた軍（占城散軍）」を収集して再び南征に向かわせたとの記事があり、この頃までにソゲドゥ軍から逃亡した将兵がかなりの数中国本土に逃げ帰っていたようである。
更に、5月6日（癸丑）には「唆都潰軍（ソゲドゥ配下の潰走した軍）」のみならず「江淮・江西両省潰軍（＝クトゥク配下の潰走した軍）」を収集したとの記事があり、この時すでにチャンパー遠征軍は壊滅状態にあったようである。そして5月30日（丁丑）にはクトゥクらの率いていた軍団は、「風のため船団が散り散りとなって潰走した（遇風船散、其軍皆潰）」との報告がクビライ・カアンになされた。『元史』占城伝は3月27日以降のチャンパー遠征軍の動向について全く言及しないため、クトゥク軍の壊滅は3月27日以降、4月中に起こった事件と考えられる。こうして、先に出発したソゲドゥ軍は補給不足により北方に撤退し、後に援軍として派遣されたクトゥク軍は風雨による艦隊の壊滅という形で姿を消すことで、モンゴル軍のチャンパー遠征は頓挫することとなった。

## 戦後交渉

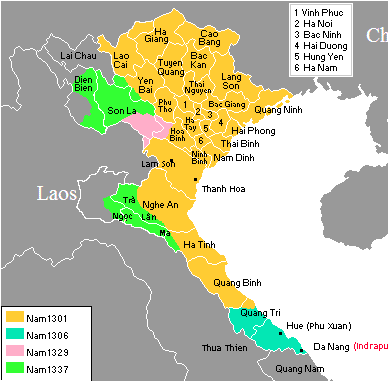
13~14世紀の大越国。地図右下、1306年にチャンパーから陳朝に割譲された地区がソゲドゥの駐屯していた「ウリク地方」に当たる。

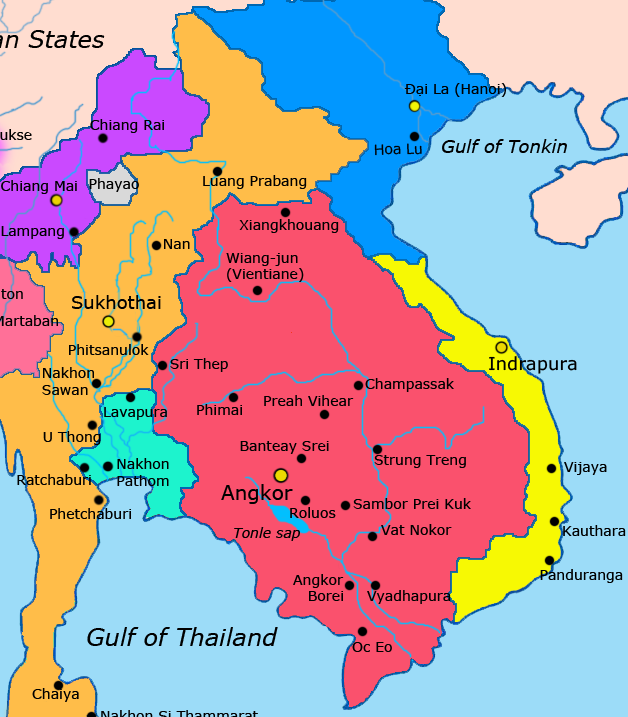
モンゴルの侵攻後の東南アジア諸国。

クトゥク軍が国内から退去した後、4月12日にはインドラヴァルマン5世は孫の済目理勒蟄・文労卭大巴南らをクビライ・カアンの下に派遣して改めて臣属を表明し、モンゴル（大元ウルス）との関係改善に努めた。一方で、ソゲドゥ軍は大越国に近いチャンパー国領のウリク地方でいまだ健在であることが5月23日にクビライ・カアンに報告されており、これを救援しチャンパー侵攻を再開するために鄂州ダルガチの趙翥らが安南（陳朝）に派遣されることとなった。
モンゴルと安南（陳朝）の関係が悪化していく一方で、占城（チャンパー）は積極的に使者を派遣して再征を防ごうと尽力しており、7月11日（丁未）には江淮行省に占城からの使者が到着し占城国の地図が献上されている。また、8月6日には占城国王インドラヴァルマン5世の派遣した太盤亞羅日加翳・大巴南ら11人がクビライの下に到着し、象3頭を献上するとともに、「ソゲドゥ軍を帰国させること、その代わりにチャンパーの物産を歳毎に職貢することを」請願した。このインドラヴァルマン5世の請願については『東方見聞録』に以下のような関連する記述が存在する。
この記述はチャンパー側の撤兵要請によって始めてソゲドゥが退却したとする点で誤りではあるが、ソガトゥ＝ソゲドゥという将軍によって侵攻が行われた事、これに対してチャンパー側は各地の都市に籠城することで対抗した事、最終的にはチャンパー側からの働きかけによって朝貢関係が成立し象が献上された事、などは『元史』の記述とよく合致し確かな史料源に基づく記述であるとみられる。
この後、11月16日（庚寅）にも占城国王が派遣した大羅盤亞羅日加翳らが礼幣と象を献上したが、このような占城側の融和策にもかかわらず、モンゴル側ではチャンパー再征を諦めていなかった。しかし、占城-安南国境地帯に残留するソゲドゥ軍の処遇をめぐって今度はモンゴルと安南（陳朝）の対立が表面化することになり、モンゴル軍の侵攻の焦点は安南（陳朝）に移り結局はチャンパー遠征が再開されることはなかった。

## 影響
モンゴル側がチャンパー国王自らの来朝を諦め、チャンパー側の求めるように形式的な朝貢関係を復活させたことは、むしろモンゴルの東南アジア・南アジア諸国への進出の追い風となった。これは、海上交通の要衝たるチャンパーとの関係が安定したことで使者の往来が容易となったこと、また南海諸国側にとってもモンゴル-チャンパー関係が安定化したことでモンゴルに対する態度を決めやすくなったことが影響していると考えられる。この結果、それまでの南海諸国招論の総決算という形で、至元23年（1286年）9月に馬八児・須門那・僧急里・南無力・馬蘭丹・那旺・丁呵児・来来・急闌亦帯・蘇木都剌10ヶ国が一斉にモンゴルに来朝した。多くの国で来朝は長続きしなかったものの、これまでのモンゴル政権による積極的な海上進出政策は東アジア~東南アジア~南アジア~西アジアを結ぶ海上交易路の隆盛をもたらしたと言える。
またモンゴルのチャンパー遠征がもたらした影響の一つとして、ソゲドゥ・蒲寿庚らそれまで南海進出を主導してきた者達が引退・死亡して代替わりが生じたことが挙げられる。ソゲドゥはチャンパー遠征に失敗した後に大越方面に進出してそこで戦死し、蒲寿庚も至元17年以降ほとんど史料上で言及されなくなる。これに代わって南海進出に登用されたのが福建行省の史弼・高興・イグミシュらであったが、彼等もまたジャワ出兵に失敗することで失脚することとなった。